# Anna (Disney)
Pour les articles homonymes, voir Anna.
Anna d'Arendelle est un personnage de fiction qui est apparu pour la première fois dans le 53e Classique d'animation des studios Disney, La Reine des neiges. Elle est interprétée en version originale (anglais) par Kristen Bell, et doublée par Emmylou Homs en français, et par Véronique Claveau en français canadien.
Créée par Jennifer Lee et Chris Buck, Anna est inspirée de Gerda, personnage principal du conte La Reine des neiges de Hans Christian Andersen publié en 1844. Dans l'adaptation de Disney, elle est la sœur cadette de la princesse Elsa, héritière du trône, qui a le pouvoir de contrôler la neige et la glace. Mais Elsa s'est isolée car elle ne parvient pas à contrôler son don et a blessé Anna par accident lorsqu'elles étaient jeunes. Le soir de son couronnement, elle s'enfuit après être accusée de sorcellerie, car son secret a été dévoilé. Anna, se sentant coupable du sort de sa sœur, part à sa recherche pour la ramener, elle, et l'été au royaume, même s'il faut affronter l'hiver et la tempête. Anna est la principale protagoniste du film. Elle est optimiste, déterminée, intrépide et prête à tout ; elle représente l'amour familial, alors qu'Elsa représente la peur. C'est après la réécriture de celle-ci qu'elles ont été présentées comme deux sœurs. Les critiques se sont montrées positives devant le caractère enthousiaste et déterminé du personnage ; Kristen Bell a été aussi remarquée pour ses chansons dans le film.

## Conception

### Concept et origines

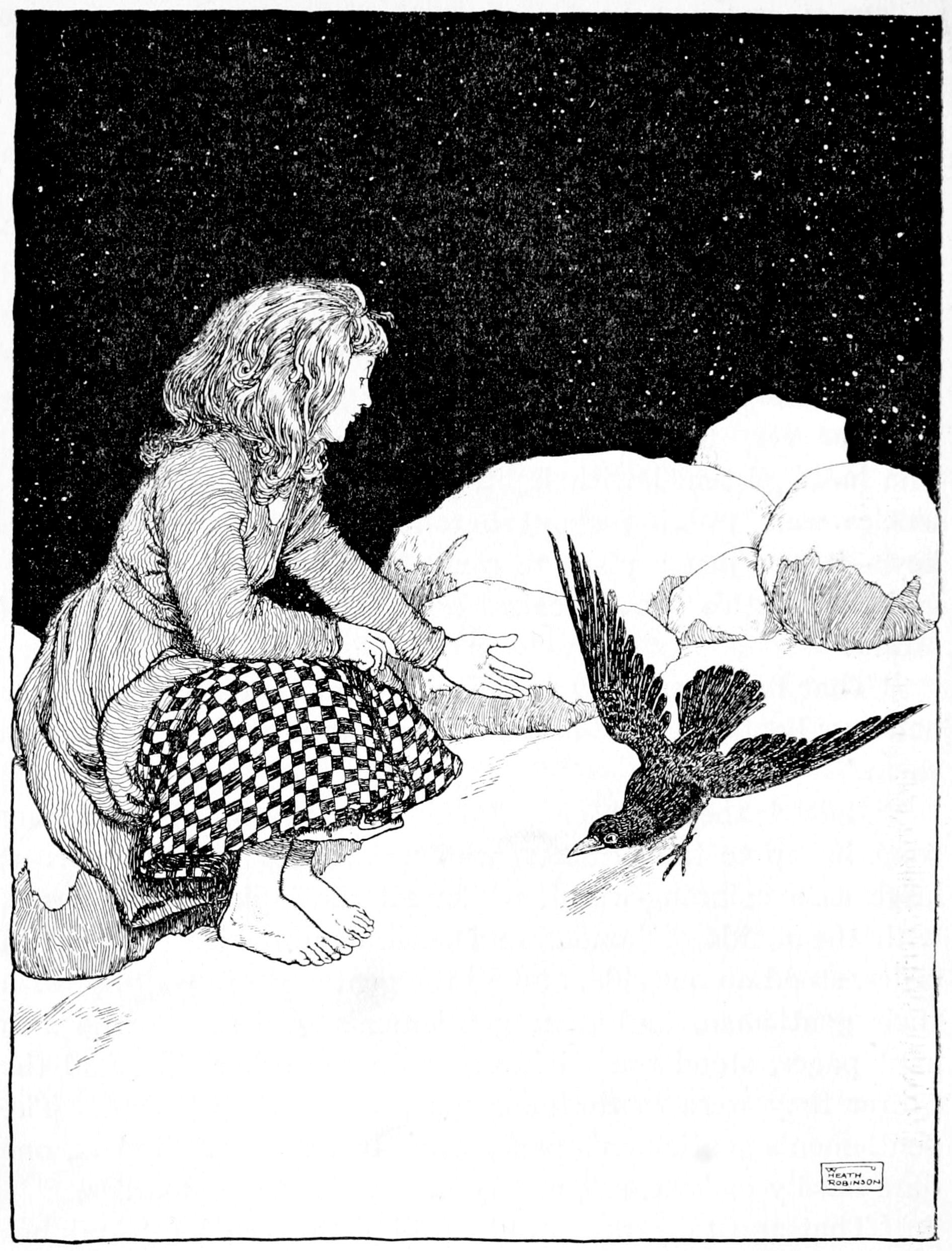
Gerda, personnage qui a inspiré Anna.

Anna est librement inspirée du personnage de Gerda de La Reine des neiges de Hans Christian Andersen. Alors qu'elle et la Reine des neiges n'ont presque aucune relation dans le conte d'origine — elles ne se rencontrent jamais. Il est alors décidé de les présenter comme deux sœurs, notamment pour rendre les actes d’Elsa vraisemblables et explicables.
En 2008, Chris Buck propose sa version du film à Disney. À l'époque, le titre était « Anna et la Reine des neiges ». Mais, en 2010, la production du film est arrêtée. Jennifer Lee a plus tard expliqué : « L'histoire et la relation entre Gerda et la Reine des neiges sont très symboliques. C'est très difficile à transcrire dans un film qui présente des choses concrètes. » En 2011, après le succès de Raiponce, la production reprend, mais lorsque Chris Buck présente le scénario à John Lasseter, celui-ci aurait répondu : « Vous n'êtes pas allés assez loin ». En effet, il trouve l'histoire très drôle, mais également que les personnages ne sont pas assez complexes et développés en profondeur.
Anna fait partie des trois principaux du film avec Kristoff et la Reine des neiges. Alors qu'aucune relation particulière n'était envisagée, une dynamique familiale se crée lorsque quelqu'un (personne ne se souvient de qui il s'agissait) suggère qu'Anna et Elsa soient deux sœurs,,. Cela change radicalement l'histoire, à l'origine l'affrontement entre le bien et le mal, devenant une confrontation entre l'amour et la peur. Chris Buck a affirmé qu'il restait des points communs entre Anna et Gerda : « Elle ne renoncera jamais à retrouver Kai. La chose qu'elle a réellement, c'est son amour, elle n'est pas un super-héros, elle n'a pas de pouvoir ou quoi que ce soit. Et c'est l'amour qui est plus fort que la peur à la fin. »

### Doublage américain

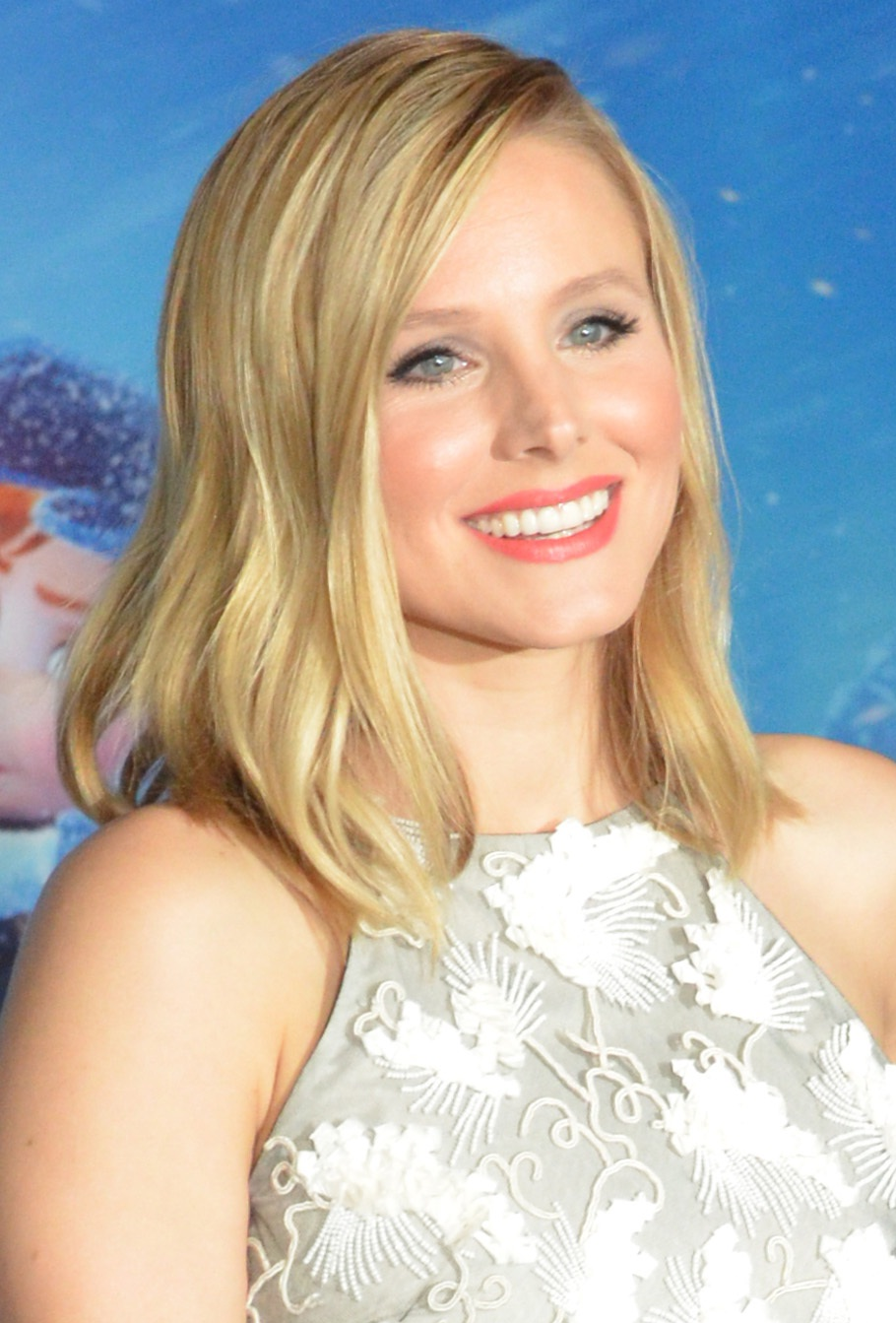
Kristen Bell, voix d'Anna, à l'avant-première de La Reine des neiges au El Capitan Theatre.

Le 5 mars 2012, l'actrice Kristen Bell  est sélectionnée pour interpréter Anna ; Livvy Stubenrauch, Katie Lopez (fille des compositeurs Lopez) et Agatha Lee Monn, la fille de Jennifer Lee, ont été choisies pour jouer Anna respectivement à 5 ans (dialogues), à 5 ans pour Je voudrais un bonhomme de neige, et à 9 ans aussi lors de la chanson. La co réalisatrice a justifié ces choix : « Nous voulions vraiment que les deux premières strophes de la chanson illustrent la personnalité d'Anna. Pour cela, nous avions besoin de vraies voix d'enfants, et pas forcément de jeunes chanteurs de Broadway. » Kristen Bell et Idina Menzel (Elsa) avaient toutes deux auditionné pour Raiponce et se connaissaient déjà ; elles n'avaient pas été prises à l'époque.
Lorsqu'elle a obtenu le rôle, l'actrice s'est exprimée : « Depuis mes 4 ans, j'ai toujours rêvé être dans un dessin animé Disney. C'est le premier but que je me suis fixé et il me semblait vraiment impossible à réaliser. » Elle a décrit les films Disney comme ceux qu'elle regardait encore et encore lorsqu'elle était enfant. Elle a continué : « Je connaissais par cœur La Petite Sirène .J'adore Aladdin, aussi. Mon personnage Disney préféré est d'ailleurs Ariel (La Petite Sirène) parce que ça a été un changement de Disney : le personnage principal, la princesse, ne cherche pas seulement son prince charmant. Elle chante : "Je veux être là où sont les gens. Je veux voir le monde. Je veux me balader hors de ma zone confortable." » Elle a alors été extrêmement contente d'apprendre qu'elle a été reçue pour le rôle d'Anna, qui ressemble à Ariel. Jennifer Lee a confié que ce qui a fait pencher la balance vers Kristen Bell sont des enregistrements de chansons de La Petite Sirène, notamment Partir là-bas, qu'elle avait effectués quand elle était jeune. Sans cela, il aurait été très difficile de trouver la bonne actrice pour jouer Anna.
Jennifer Lee et Chris Buck sont agréablement surpris par la capacité des voix d'Idina Menzel et Kristen Bell à se combiner : durant une lecture, elles ont chanté une ballade (plus tard révélée Wind Beneath My Wings) qui allait et venait vers chacun des personnages avec tant d'émotions que les personnes présentes en ont dû sécher leurs larmes. Par la suite, Jennifer Lee a voulu que les deux chanteuses soient dans la même salle lors de l'enregistrement de scènes d'émotion importantes. Chris Buck ajoute qu'en plus d'avoir deux voix qui vont très bien ensemble, cela montre aussi la puissance que la musique allait avoir dans le film. Kristen Bell a aimé travailler avec Idina Menzel, mais aussi avec Kristen et Bobby Lopez, car leurs chansons sont « vraiment drôles ». Elle ajoute : « C'est vraiment de la bonne musique. C'est très agréable de travailler avec eux. »
La réalisatrice Jennifer Lee était convaincue que seule Kristen Bell pouvait incarner Anna : « Entendre sa voix [durant les auditions] a été sans aucun doute une merveilleuse surprise sans savoir qu'elle a appris à chanter de façon classique, a-t-elle raconté. Elle avait aussi une voix tellement chaude et douce ; elle était tout ce que l"on pouvait espérer pour Anna. » Chris Buck partageait cet avis : « Kirsten Bell a été la toute première personne pour Anna que nous avons vue. Nous avons fait beaucoup d'auditions pour trouver Anna, mais elle était au-dessus des autres. Nous l'aimons depuis le début et elle est en quelque sorte devenue Anna et Anna est devenue elle. Je ne sais plus qui est qui. », Idina Menzel a été également été surprise par le talent de sa partenaire, disant qu'elle ne savait pas à quel point c'était une grande chanteuse. « Je n'arrêter pas de le lui répéter, car elle ne le dit à personne ! Elle minimise toujours son talent, a-t-elle ajouté. » L'auteur-compositrice Kristen Anderson-Lopez a plus tard rapporté que la chanteuse comprenait rapidement ses idées, en ajoutant qu'elle collaborerait avec elle jusqu'à la fin de sa vie si elle le pouvait.

## Apparitions

### DansLa Reine des neiges
Anna, en plus d'être la princesse et sœur cadette de la reine d'Arendelle, est avant tout une jeune fille qui ne réfléchit pas toujours avant d'agir. Elle a passé la majorité de son enfance à être séparée de sa sœur sans savoir pourquoi. Pleine d'optimisme et d'attention, elle fera tout pour ramener Elsa au royaume qui s'est exilée après avoir malencontreusement répandu un hiver éternel sur le royaume et être accusée de sorcellerie. Avec opiniâtreté, elle se lance dans une aventure au milieu d'un paysage glacial peu accueillant pour sauver le royaume et sa famille.
Dans la suite des aventures du royaume d'Arendelle (La Reine des Neiges 2), Elsa cherche des réponses à ses questions et les origines de ses pouvoirs. Voulant ainsi partir à la compréhension de son pouvoir, elle décide de quitter le trône laissant ainsi ce dernier à Anna, la nouvelle reine d'Arendelle. 

#### Résumé

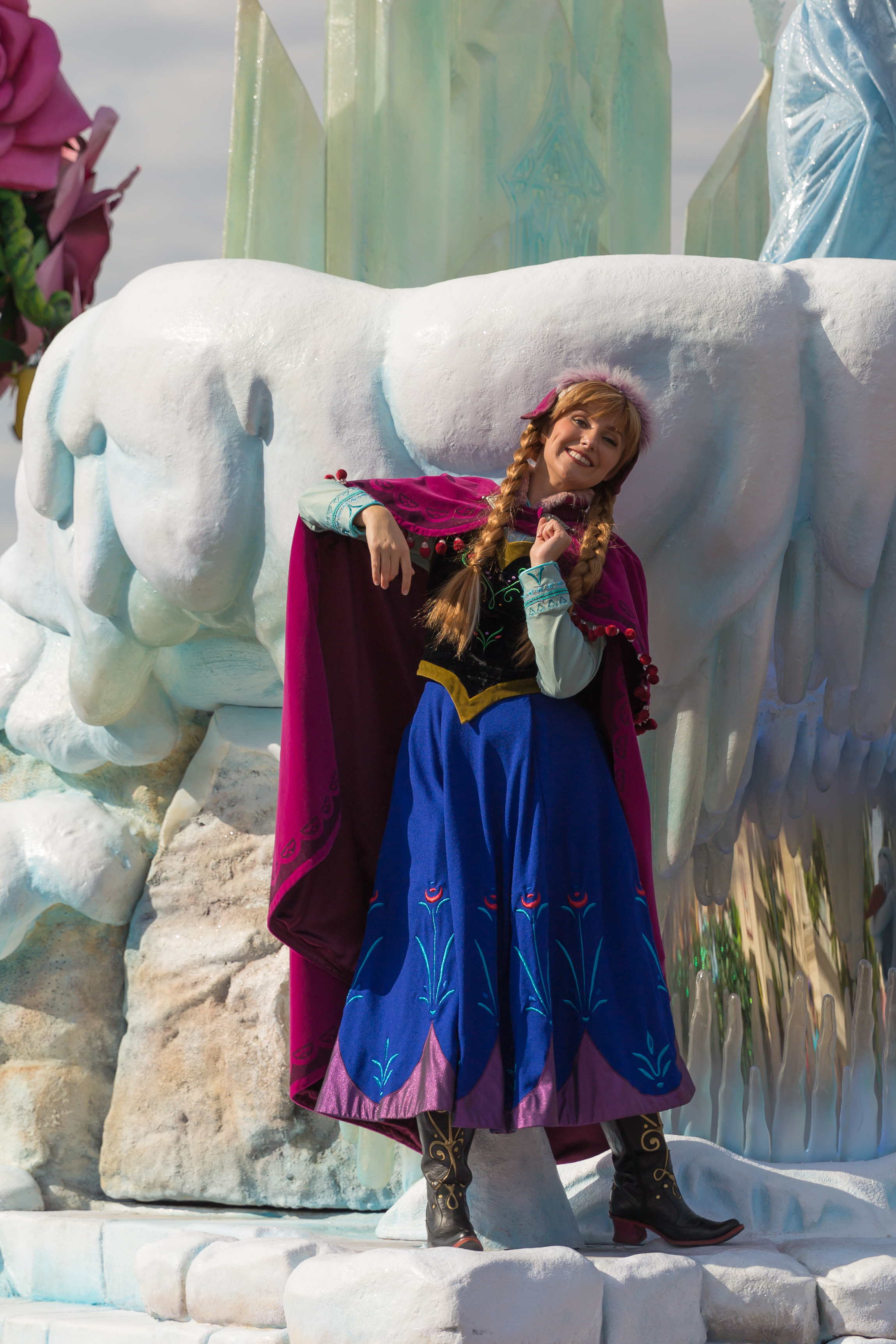
Anna lors de la Disney Magic on Parade à Disneyland Paris.

Anna est une princesse du royaume d'Arendelle. Sa sœur aînée Elsa est l'héritière du trône et possède le puissant pouvoir de contrôler, créer la neige et la glace. Enfants, elles sont très proches et utilisent le don d'Elsa pour s'amuser, mais un matin, celle-ci blesse sa sœur par accident. Leurs parents les amènent chez les trolls, où leur roi arrive à guérir Anna, car elle n'est touchée qu'à la tête : elle « se laisse [en effet] aisément convaincre », contrairement au cœur, difficilement influençable. Il efface alors toute trace de magie dans sa mémoire. Il prévient ensuite Elsa sur ses pouvoirs qu'elle doit parvenir à contrôler ; son plus grand ennemi sera la peur. Son père décide alors de l'isoler des sujets qui la prendraient pour une sorcière en fermant les portes du château, y compris de sa sœur. Anna ne comprend pas ce changement soudain, car sa mémoire est perturbée et demande continuellement à sa sœur de venir jouer (Je voudrais un bonhomme de neige). Un jour (Anna a alors quinze ans), le roi et la reine doivent partir et une tempête cause leur mort pendant leur voyage en mer. Anna supplie vainement Elsa de lui ouvrir la porte.
Trois ans plus tard, Elsa doit être couronnée car elle a atteint sa majorité. Elle a peur de la cérémonie qui risque de révéler au royaume son pouvoir. Ce n'est pas le cas d'Anna qui brûle d'impatience à l'idée que les portes du château soient enfin ouvertes après tant d'années d'isolement. Elle a hâte de voir enfin les sujets et rêve même de rencontrer le grand amour (Le Renouveau). Elle rencontre le prince Hans, dont elle tombe immédiatement amoureuse. Plus tard, Elsa est couronnée et parvient non sans difficulté à gérer la pression. Durant le bal, Anna renoue avec sa sœur et lui dit qu'elle aimerait que cela reste tel quel pour toujours, mais la reine se referme brusquement sans donner d'explication. Elle s'éloigne, triste, mais alors arrive Hans. Ils passent la soirée ensemble, s'avouent leurs sentiments (L'amour est un cadeau) et il finit par lui demander sa main. Elle accepte, ils reviennent alors au bal trouver Elsa pour présenter Hans et lui demander sa bénédiction pour leur mariage. Elle refuse, car « on n'épouse pas un homme que l'on connaît à peine. » Anna affirme que c'est le grand amour et que sa sœur ne fait que rejeter les gens, de toute façon. Elsa sent que la situation lui échappe et veut mettre fin à la réception, mais Anna insiste et s'insurge devant son rejet permanent. La reine se met en colère et fait apparaître de la glace sans le vouloir. Apeurée, elle s'enfuit, accusée de sorcellerie. Elle plonge par accident le royaume dans un hiver permanent, glaçant la mer et enneigeant le fjord pendant sa fuite vers les montagnes. Anna se sent responsable et part à la recherche de sa sœur et confie la gestion du royaume à Hans.
Elle s'arrête en chemin à une boutique pour acheter des vêtements d'hiver, après que son cheval ait pris la fuite. Elle y rencontre Kristoff qui lui apprend que la tempête de neige vient des montagnes du Nord, et que cela ressemble à de la magie. Il cherche en effet la source cet hiver estival pour reprendre son commerce de glace. Il n'a pas assez d'argent pour acheter son équipement et les carottes pour Sven, son fidèle renne (Le Chant du renne). Anna exige qu'il l'amène avec son traîneau à ces montagnes en lui achetant ce dont il a besoin. Ils rencontrent en chemin Olaf, un drôle de bonhomme de neige qui rêve de découvrir l'été et la chaleur (En été). Il leur apprend qu'il a été créé par Elsa et les guide vers l'endroit où elle se trouve.
En arrivant devant le palais d'Elsa, les personnages restent sans voix. Anna entre s'entretenir seule avec sa sœur. Elle découvre la Reine des neiges qui lui explique qu'elle peut être qui elle est même si elle est seule et lui demande de repartir. Anna refuse et veut absolument la ramener au royaume, persuadée que tout s'arrangera et qu'elle pourra faire revenir l'été. Elsa n'était jusque-là pas au courant de l'hiver qu'elle avait répandu et commence à paniquer. Elle finit par blesser sa sœur en la touchant au cœur (Le Renouveau (reprise)). Elle reste déterminée cependant et refuse de partir. Elsa invoque alors un imposant golem de neige (Guimauve) qui les force à partir. Après lui avoir échappé, Kristoff fait remarquer à Anna que ses cheveux blanchissent. Comme il a été témoin des capacités du roi des trolls il y a bien longtemps, il décide de l'amener à eux. Les trolls avaient également adopté Kristoff lorsqu'il était enfant. Il les appelle les « experts en amours ». Arrivés chez eux (Nul n'est parfait), Pabbie explique à Anna que seule une véritable preuve d'amour peut faire fondre son cœur gelé.
Ils partent alors voir Hans qui a entre-temps ramené Elsa au royaume. En arrivant alors qu'Anna espère un baiser amoureux, il la trahit et lui explique qu'il voulait accéder au trône par mariage en organisant l'assassinat d'Elsa, qui s'est condamnée elle-même. Il la séquestre et va ordonner l'exécution de la Reine des neiges pour trahison car il fait croire aux dignitaires étrangers qu'elle a tué sa sœur. Olaf arrive à la rescousse d'Anna et lui dit qu'évidemment que Kristoff est amoureux d'elle. Ils partent à sa rencontre pour lever son sort. En chemin, elle aperçoit Elsa qui était parvenue à s'échapper et avait provoqué une violente tempête de neige, et Hans qui se prépare à la tuer. Elle renonce alors à Kristoff et se sacrifie pour sauver sa sœur. Effectuant ainsi une preuve véritable d'amour, son cœur fond et Elsa comprend que l'amour est la clé pour contrôler ses pouvoirs. Elle reprend confiance en elle et fait disparaître l'hiver du royaume. Anna et Kristoff s'avouent leurs sentiments et les portes du château semblent maintenant ouvertes pour toujours.

#### Chansons
- Je voudrais un bonhomme de neige (Do You Want to Buid a Snowman?) : Anna à 5, 9 et 15 ans
- Le Renouveau (For the First Time in Forever) : Anna et Elsa
  - Reprise : Anna et Elsa
- L'amour est un cadeau (Love Is an Open Door) : Anna et Hans
- Point d'avenir sans Vous ( Some Things Never Change) Anna, Olaf, Kristoff et Elsa
- Tout Réparer (The Next Thing Right) Anna.

#### DansOnce Upon A Time
Dans la série télévisée Once Upon A Time, elle est jouée par Elizabeth Lail à la saison 4.

#### DansDisney Speedstorm
Dans le jeu vidéo Disney Speedstorm, elle est ajoutée dans le jeu comme personnage jouable lors de la saison 5 à partir du 30 novembre 2023.

## Produits et parcs à thème

### Produits dérivés
Anna et Elsa ne font pas officiellement partie des Princesses Disney (une franchise commerciale destinée majoritairement aux jeunes enfants qui produit et vend divers produits comme des jouets, des vidéos, de la musique, des costumes et des jeux vidéo). En effet, en décembre 2013, Disney a créé Frozen, une franchise dédiée exclusivement aux produits dérivés du film ; leur première production étant les « Poupées musicales Anna et Elsa » qui chantent leurs chansons principales du film. Différentes autres versions sont sorties, comme le set « mode », les mini-poupées, les peluches et les poupées des personnages en enfants. Un costume pour enfant d'après la seconde robe d'Elsa a été créé, on peut aussi acheter les gants qu'elle porte dans le film. Elle apparaît avec Elsa sur des assiettes et des mugs. Il existe d'autres marchandises inspirées du personnage, comme des sacs, des robes de chambre et des décorations. Il existe également des albums du film pour enfants : un avec un enregistrement audio et un autre illustré par Brittney Lee, A Sister More Like Me (« Une sœur plutôt que moi »). Anna et Elsa seront jouables dans le jeu Disney Infinity grâce à leur figurine respective.

### Parcs à thème
En novembre, avant la sortie en salles de La Reine des neiges, Anna et Elsa ont commencé à faire des apparitions aux Parcs et Resorts Walt Disney en Floride et en Californie à travers des Cosplay. Au Walt Disney World Resort, les attractions se trouvent au pavillon Norvège de l'Epcot, nom donné du fait de l'inspiration scandinave dans le film. À Disneyland, le cottage sur l'hiver a été placé à Fantasyland, avec un animatronique représentant Olaf sur le toit. En février 2014, les rencontres des personnages avec les visiteurs étaient constamment prolongées (jusqu'à deux heures), dépassant tous les autres personnages Disney. Elsa, Olaf et Anna ont leur char pour la parade au parc Disneyland de Disneyland Paris. Le 9 mars 2014, les trois personnages se sont montrés à nouveau à la parade du Festival de la Fantasy Parade au Royaume Enchanté. Le 20 avril 2014, Anna et Elsa sont transférées de l'EPCOT au Princess Fairytale Hall du Royaume Enchanté avec une file d'attente de trois heures (Cendrillon et Raiponce: 15 minutes).
Le 16 mai 2014, il a été annoncé que Disneyland allait commencer une pré-parade sur Frozen avec Elsa, Olaf et Anna. La première est apparue le 13 juin 2014 et précède la Mickey's Soundsational Parade. Du 5 juillet au 1er septembre 2014, les deux personnages principaux vont apparaître dans le spectacle "Frozen" Summer Fun aux Disney's Hollywood Studios. Elles feront aussi partie de For the First Time in Forever: A Frozen Sing-Along Celebration et aux "Frozen Fireworks Spectacular, un feu d'artifice musical dans lequel les deux personnages sont rejoints par Kristoff et Olaf.
Le 19 août 2014, la Boutique d'Elsa et Anna ouvrira milieu-septembre en remplaçant Studio Disney 365 à Downtown Disney au Disneyland Resort, avec des produits inspirés des personnages principaux du film.

## Interprètes
- Voix originale : Kristen Bell
- Voix française : Emmylou Homs
- Voix québécoise : Véronique Claveau
- Voix allemande : Yvonne Greitzke (voix parlée) et Pia Allgaier (voix chantée)
- Voix arabe : Shorouq Salah
- Voix brésilienne : Érika Menezes (voix parlée) et Gabriela Porto (voix chantée)
- Voix bulgare : Vesela Boneva
- Voix cantonaise : Kandy Wong
- Voix catalane : Paula Ribó
- Voix chinoise : Zhāng Ān-Qí (voix parlée) et Eva Li (voix chantée)
- Voix croate : Sementa Rajhard
- Voix coréenne : Park Ji-Yun
- Voix danoise : Kristine Yde Eriksen
- Voix espagnole : Laura Pastor (voix parlée) et Carmen López Pascual (voix chantée)
- Voix espagnole latino-américaine : Romina Marroquín Payró
- Voix estonienne : Hele Kõrve
- Voix finnoise : Saara Aalto
- Voix flamande : Aline Goffine
- Voix grecque : Vássia Zaharopoúlou
- Voix hébreuse : Einat Azulay
- Voix hindi : Aishwarya Majmudar
- Voix hongroise : Vágó Bernadett
- Voix indonésienne : Apriliana Suci Ariesta (voix parlée) et Nadia Rosyada (voix chantée)
- Voix islandaise : Þórdís Björk Þorfinnsdóttir
- Voix italienne : Serena Rossi
- Voix japonaise : Kanda Sayaka
- Voix kazakh : Nazerke Serikbolova
- Voix lettone : Beāte Zviedre
- Voix lithuanienne : Neringa Nekrašiūtė
- Voix malaisienne : Liyana Jasma (voix parlée) et Amylea Azizan (voix chantée)
- Voix néerlandaise : Noortje Herlaar
- Voix norvégienne : May Kristin Kaspersen
- Voix polonaise : Anna Cieślak (voix parlée) et Magdalena Wasylik (voix chantée)
- Voix portugaise : Bárbara Lourenço (voix parlée) et Isabel Jacobetty (voix chantée)
- Voix roumaine : Anca Iliese (voix parlée) et Cătălina Chirțan (voix chantée)
- Voix russe : Nataliya Bystrova
- Voix serbe : Andrijana Oliverić (voix parlée) et Lejla Hot (voix chantée)
- Voix slovaque : Lucia Molnárová Bugalová
- Voix slovène : Tanja Ravljen
- Voix suédoise : Mimmi Sandén
- Voix taïwanaise : Janet Hsieh (voix parlée) et Ray Liu (voix chantée)
- Voix tchèque : Tereza Martinková
- Voix thaïlandaise : Nuengthida Sophon
- Voix turque : Damla Babacan (voix parlée) et Deniz Sujana (voix chantée)
- Voix ukrainienne : Hanna Sahaidachna (voix parlée) et Mariia Yaremchuk (voix chantée)
- Voix vietnamienne : Võ Hạ Trâm

- Comédie musicale : Patti Murin

### Note
- (en) Cet article est partiellement ou en totalité issu de l’article de Wikipédia en anglais intitulé « Anna (Disney) » (voir la liste des auteurs).